# Mike Alexander
Michael „Mike“ Alexander (22. června 1977, Londýn, Anglie – 5. října 2009, Luleå, Švédsko) byl jamajsko-anglický hudebník, který působil jako basista v anglické thrashmetalové skupině Evile. Zemřel 5. října 2009 v Luleå ve Švédsku na plicní embolii během evropského turné k propagaci alba Infected Nations. V kapele ho ještě tentýž rok nahradil Joel Graham.
Mike Alexander označil jako své oblíbené baskytaristy Jasona Newsteda a Sean Yseultovou.